# 尼尔·科克伦
尼尔·科克伦（英語：Neil Cochran，1965年4月12日—），英国男子游泳运动员。他曾代表英国参加1984年和1988年夏季奥林匹克运动会游泳比赛，其中1984年奥运会获得二枚铜牌。